# 人和乡 (西平县)
人和乡，是中华人民共和国河南省驻马店市西平县下辖的一个乡镇级行政单位。

## 行政区划
人和乡下辖以下地区：
三和店村、王马店村、大郭村、谢老庄村、王孟寺村、花牛陈村、高桥村、河沿张村、土陈村和大朱村。